# Deuxième district congressionnel du Connecticut
Le 2e district congressionnel du Connecticut est un district de l'État américain du Connecticut. Situé dans la partie orientale de l'État, le district comprend tout le Comté de New London, le Comté de Tolland et le Comté de Windham, ainsi que des parties des comtés de Hartford, Middlesex et New Haven. Les principales villes sont Enfield, Norwich, New London et Groton.
Le district est actuellement représenté par le Démocrate Joe Courtney. Avec un CPVI de D + 2, c'est l'un des districts les moins démocrates du Connecticut, un État avec une délégation au Congrès entièrement démocrate.

## Géographie
Pour le 118e Congrès et les congrès successifs (basés sur le redécoupage suite au recensement de 2020), le 2e district du Connecticut contient tout ou partie de cinq régions de planification et 64 municipalités.

### Capitol Planning Region (15)
Andover, Bolton, Columbia, Coventry (incluant Coventry Lake et South Coventry), Ellington (incluant Crystal Lake), Enfield (incluant Hazardville, Sherwood Manor, Southwood Acres et Thompsonville), Glastonbury (en partie ; également dans le 1er), Hebron, Mansfield (incluant Mansfield Center et Storrs), Marlborough (incluant Terramuggus), Somers (incluant Somers), Stafford (incluant Stafford Springs), Suffield (incluant Suffield Depot), Tolland, Vernon (incluant Rockville), Willington.

### Lower Connecticut River Valley Planning Region (12)
Chester (incluant Chester Center), Clinton (incluant Clinton CDP), Deep River (incluant Deep River Center), East Haddam (incluant Moodus), East Hampton (incluant East Hampton CDP et Lake Pocotopaug), Essex (incluant Essex Village), Haddam (incluant Higganum), Killingworth, Lyme, Old Lyme, Old Saybrook (incluant Fenwick, Old Saybrook Center et Saybrook Manor), Westbrook (incluant Westbrook Center)

### Northeastern Connecticut Planning Region (16)
La totalité des 16 municipalités.

### South Central Connecticut Planning Region (1)
Madison (incluant Madison Center)

### Southeastern Connecticut Planning Region (20)
La totalité des 20 municipalités.

### Registre des affiliations politiques
| Affiliation politique au 31 octobre 2023 | Affiliation politique au 31 octobre 2023 | Affiliation politique au 31 octobre 2023 | Affiliation politique au 31 octobre 2023 | Affiliation politique au 31 octobre 2023 | Affiliation politique au 31 octobre 2023 |
| Parti                                    | Parti                                    | Actifs                                   | Inactifs                                 | Total                                    | %                                        |
| ---------------------------------------- | ---------------------------------------- | ---------------------------------------- | ---------------------------------------- | ---------------------------------------- | ---------------------------------------- |
|                                          | Démocrate                                | 144 072                                  | 13 769                                   | 157 841                                  | 29,85                                    |
|                                          | Républicain                              | 115 845                                  | 9 243                                    | 125 088                                  | 23,66                                    |
|                                          | Partis mineur                            | 8 840                                    | 948                                      | 9 788                                    | 1,85                                     |
|                                          | Non affilié                              | 211 538                                  | 24 486                                   | 236 024                                  | 44,64                                    |
|                                          | Total                                    | 480 295                                  | 48 446                                   | 528 741                                  | 100 %                                    |

## Historique de vote
| Années | Poste      | Résultats                        |
| ------ | ---------- | -------------------------------- |
| 2000   | President  | Gore 55,0 % – 38,0 %             |
| 2004   | President  | Kerry 54,0 % – 44,0 %            |
| 2008   | President  | Obama 58,0 % – 40,0 %            |
| 2012   | President  | Obama 56,0 % – 43,0 %            |
| 2016   | President  | Clinton 49,0 % – 46,0 %          |
| 2016   | Sénat      | Blumenthal 56,0 % - 42,0%        |
| 2018   | Gouverneur | Murphy 56,0 % - 42,0 %           |
| 2018   | Sénat      | Stefanowski (en) 49,0 % - 45,0 % |
| 2020   | President  | Biden 55,0 % – 44,0 %            |
| 2022   | Sénat      | Blumenthal 55,0 % - 45,0 %       |

## Liste des Représentants du district
| Membre                         | Parti        | Années                           | Congrès        | Histoire électorale |
| ------------------------------ | ------------ | -------------------------------- | -------------- | --- |
| Samuel Ingham (en)             | Démocrate    | 4 mars 1837 - 3 mars 1839        | 25e            | Redécoupage depuis le district at-large et réélu en 1837. perd sa réélection.                                                                                           |
| William L. Storrs (en)         | Whig         | 4 mars 1839 - juin 1840          | 26e            | Élu en 1839. Démissionne lorsque désigné Juge Assesseur de la Cour Suprême du Connecticut.                                                                              |
| Vacant                         | Vacant       | juin 1840 - 7 décembre 1840      | 26e            | |
| William Whiting Boardman (en)  | Whig         | 7 décembre 1840 - 3 mars 1843    | 26e , 27e      | Élu dans une élection spéciale à la suite de la démission de Storrs. Retrait.                                                                                           |
| John Stewart (en)              | Démocrate    | 4 mars 1843 - 3 mars 1845        | 28e            | Élu en 1843. perd sa réélection. |
| Samuel Dickinson Hubbard (en)  | Whig         | 4 mars 1845 - 3 mars 1849        | 29e , 30e      | Élu en 1845. Réélu en 1847. Retrait. |
| Walter Booth (en)              | Sol Libre    | 4 mars 1849 - 3 mars 1851        | 31e            | Élu en 1849. perd sa réélection. |
| Colin M. Ingersoll (en)        | Démocrate    | 4 mars 1851 - 3 mars 1855        | 32,3332e , 33e | Élu en 1851. Réélu en 1853. Retrait. |
| John Woodruff (en)             | Know Nothing | 4 mars 1855 - 3 mars 1857        | 34e            | Élu en 1855. perd sa réélection. |
| Samuel Arnold (en)             | Démocrate    | 4 mars 1857 - 3 mars 1859        | 35e            | Élu en 1857. Retrait. |
| John Woodruff (en)             | Républicain  | 4 mars 1859 - 3 mars 1861        | 36e            | Élu en 1859. Retrait. |
| James E. English (en)          | Démocrate    | 4 mars 1861 - 3 mars 1865        | 37e , 38e      | Élu en 1861. Réélu en 1863. Retrait. |
| Samuel L. Warner (en)          | Républicain  | 4 mars 1865 - 3 mars 1867        | 39e            | Élu en 1865. Retrait. |
| Julius Hotchkiss (en)          | Démocrate    | 4 mars 1867 - 3 mars 1869        | 40e            | Élu en 1867. Retrait. |
| Stephen Wright Kellogg (en)    | Républicain  | 4 mars 1869 - 3 mars 1875        | 41e - 43e      | Élu en 1869. Réélu en 1871. Réélu en 1873. perd sa réélection. |
| James Phelps (en)              | Démocrate    | 4 mars 1875 - 3 mars 1883        | 44e - 47e      | Élu en 1875. Réélu en 1876. Réélu en 1878. Réélu en 1880. Retrait. |
| Charles Le Moyne Mitchell (en) | Démocrate    | 4 mars 1883 - 3 mars 1887        | 48e , 49e      | Élu en 1882. Réélu en 1884. Retrait. |
| Carlos French (en)             | Démocrate    | 4 mars 1887 - 3 mars 1889        | 50e            | Élu en 1886. Retrait. |
| Washington F. Willcox (en)     | Démocrate    | 4 mars 1889 - 3 mars 1893        | 51e , 52e      | Élu en 1888. Réélu en 1890. Retrait. |
| James P. Pigott (en)           | Démocrate    | 4 mars 1893 - 3 mars 1895        | 53e            | Élu en 1892. perd sa réélection. |
| Nehemiah D. Sperry             | Républicain  | 4 mars 1895 - 3 mars 1911        | 54e - 61e      | Élu en 1894. Réélu en 1896. Réélu en 1898. Réélu en 1900. Réélu en 1902. Réélu en 1904. Réélu en 1906. Réélu en 1908. Retrait.                                          |
| Thomas L. Reilly (en)          | Démocrate    | 4 mars 1911 - 3 mars 1913        | 62e            | Élu en 1940. Redécoupage vers le 3e district. |
| Bryan F. Mahan (en)            | Démocrate    | 4 mars 1913 - 3 mars 1915        | 63e            | Élu en 1912. perd sa réélection. |
| Richard P. Freeman (en)        | Républicain  | 4 mars 1915 - 3 mars 1933        | 64e - 72e      | Élu en 1914. Réélu en 1916. Réélu en 1918. Réélu en 1920. Réélu en 1922. Réélu en 1924. Réélu en 1926. Réélu en 1928. Réélu en 1930. perd sa réélection.                |
| William L. Higgins (en)        | Républicain  | 4 mars 1933 - 3 janvier 1937     | 73,7473e , 74e | Élu en 1932. Réélu en 1934. perd sa réélection. |
| William J. Fitzgerald (en)     | Démocrate    | 3 janvier 1937 - 3 janvier 1939  | 75e            | Élu en 1936. perd sa réélection. |
| Thomas R. Ball (en)            | Républicain  | 3 janvier 1939 - 3 janvier 1941  | 76e            | Élu en 1938. perd sa réélection. |
| William J. Fitzgerald (en)     | Démocrate    | 3 janvier 1941 - 3 janvier 1943  | 77e            | Élu en 1940. perd sa réélection. |
| John D. McWlliams (en)         | Républicain  | 3 janvier 1943 - 3 janvier 1945  | 78e            | Élu en 1942. perd sa réélection. |
| Chase G. Woodhouse             | Démocrate    | 3 janvier 1945 - 3 janvier 1947  | 79e            | Élue en 1944. perd sa réélection. |
| Horace Seely-Brown Jr. (en)    | Républicain  | 3 janvier 1947 - 3 janvier 1949  | 80e            | Élu en 1946. perd sa réélection. |
| Chase G. Woodhouse             | Démocrate    | 3 janvier 1949 - 3 janvier 1951  | 81e            | Élue en 1948. perd sa réélection. |
| Horace Seely-Brown Jr. (en)    | Républicain  | 3 janvier 1951 - 3 janvier 1959  | 82e - 85e      | Élu en 1950. Réélu en 1952. Réélu en 1954. Réélu en 1956. perd sa réélection.                                                                                           |
| Chester Bowles                 | Démocrate    | 3 janvier 1959 - 3 janvier 1961  | 86e            | Élu en 1958. Retrait lorsque désigné Sous-Secrétaire d'État. |
| Horace Seely-Brown Jr. (en)    | Républicain  | 3 janvier 1961 - 3 janvier 1963  | 87e            | Élu en 1960. Retrait après s'être présenté au Sénat des États-Unis. |
| William St. Onge (en)          | Démocrate    | 3 janvier 1963 - 1er mai 1970    | 88e - 91e      | Élu en 1962. Réélu en 1964. Réélu en 1966. Réélu en 1968. Décès. |
| Vacant                         | Vacant       | 1er mai 1970 - 3 novembre 1970   | 91e            | |
| Robert H. Steele (en)          | Républicain  | 3 novembre 1970 - 3 janvier 1975 | 91e - 93e      | Élu pour terminer le mandat de St. Onge. Réélu en 1970. Réélu en 1972. Retrait après s'être présenté comme Gouverneur du Connecticut.                                   |
| Chris Dodd                     | Démocrate    | 3 janvier 1975 - 3 janvier 1981  | 94e - 96e      | Élu en 1974. Réélu en 1976. Réélu en 1978. Retrait lorsqu'élu au Sénat des États-Unis.                                                                                  |
| Sam Gejdenson (en)             | Démocrate    | 3 janvier 1981 - 3 janvier 2001  | 97e - 106e     | Élu en 1980. Réélu en 1982. Réélu en 1984. Réélu en 1986. Réélu en 1988. Réélu en 1990. Réélu en 1992. Réélu en 1994. Réélu en 1996. Réélu en 1998. perd sa réélection. |
| Rob Simmons (en)               | Républicain  | 3 janvier 2001 - 3 janvier 2007  | 107e - 109e    | Élu en 2000. Réélu en 2002. Réélu en 2004. perd sa réélection. |
| Joe Courtney                   | Démocrate    | 3 janvier 2007 - Présent         | 110e - 117e    | Élu en 2006. Réélu en 2008. Réélu en 2010. Réélu en 2012. Réélu en 2014. Réélu en 2016. Réélu en 2018. Réélu en 2020. Réélu en 2022. Réélu en 2024.                     |

## Résultats des récentes élections
Voici le résultat des dix précédents cycles électoraux dans le district.

### 2004
| Élection de 2004 du 2e district congressionnel du Connecticut | Élection de 2004 du 2e district congressionnel du Connecticut | Élection de 2004 du 2e district congressionnel du Connecticut | Élection de 2004 du 2e district congressionnel du Connecticut | Élection de 2004 du 2e district congressionnel du Connecticut |
| ------------------------------------------------------------- | ------------------------------------------------------------- | ------------------------------------------------------------- | ------------------------------------------------------------- | ------------------------------------------------------------- |
| Parti                                                         | Parti                                                         | Candidat                                                      | Votes                                                         | %                                                             |
|                                                               | Républicain                                                   | Rob Simmons (en) (sortant)                                    | 165 558                                                       | 54,0                                                          |
|                                                               | Démocrate                                                     | James Sullivan                                                | 139 987                                                       | 46,0                                                          |
| Total des votes                                               | Total des votes                                               | Total des votes                                               | 305 545                                                       | 100 %                                                         |
|                                                               | Les Républicains conservent                                   |                                                               |                                                               |                                                               |

### 2006
| Élection de 2006 du 2e district congressionnel du Connecticut | Élection de 2006 du 2e district congressionnel du Connecticut | Élection de 2006 du 2e district congressionnel du Connecticut | Élection de 2006 du 2e district congressionnel du Connecticut | Élection de 2006 du 2e district congressionnel du Connecticut |
| ------------------------------------------------------------- | ------------------------------------------------------------- | ------------------------------------------------------------- | ------------------------------------------------------------- | ------------------------------------------------------------- |
| Parti                                                         | Parti                                                         | Candidat                                                      | Votes                                                         | %                                                             |
|                                                               | Démocrate                                                     | Joe Courtney                                                  | 121 248                                                       | 50,0                                                          |
|                                                               | Républicain                                                   | Rob Simmons (en) (sortant)                                    | 121 158                                                       | 50,0                                                          |
| Total des votes                                               | Total des votes                                               | Total des votes                                               | 242 413                                                       | 100 %                                                         |
|                                                               | Les Démocrates prennent aux Républicains                      |                                                               |                                                               |                                                               |

### 2008
| Élection de 2008 du 2e district congressionnel du Connecticut | Élection de 2008 du 2e district congressionnel du Connecticut | Élection de 2008 du 2e district congressionnel du Connecticut | Élection de 2008 du 2e district congressionnel du Connecticut | Élection de 2008 du 2e district congressionnel du Connecticut |
| ------------------------------------------------------------- | ------------------------------------------------------------- | ------------------------------------------------------------- | ------------------------------------------------------------- | ------------------------------------------------------------- |
| Parti                                                         | Parti                                                         | Candidat                                                      | Votes                                                         | %                                                             |
|                                                               | Démocrate                                                     | Joe Courtney (sortant)                                        | 212 411                                                       | 66,0                                                          |
|                                                               | Républicain                                                   | Sean Sullivan                                                 | 104 469                                                       | 32,0                                                          |
|                                                               | Vert                                                          | G. Scott Deshefy                                              | 6 287                                                         | 2,0                                                           |
| Total des votes                                               | Total des votes                                               | Total des votes                                               | 323 167                                                       | 100 %                                                         |
|                                                               | Les Démocrates conservent                                     |                                                               |                                                               |                                                               |

### 2010
| Élection de 2010 du 2e district congressionnel du Connecticut | Élection de 2010 du 2e district congressionnel du Connecticut | Élection de 2010 du 2e district congressionnel du Connecticut | Élection de 2010 du 2e district congressionnel du Connecticut | Élection de 2010 du 2e district congressionnel du Connecticut |
| ------------------------------------------------------------- | ------------------------------------------------------------- | ------------------------------------------------------------- | ------------------------------------------------------------- | ------------------------------------------------------------- |
| Parti                                                         | Parti                                                         | Candidat                                                      | Votes                                                         | %                                                             |
|                                                               | Démocrate                                                     | Joe Courtney (sortant)                                        | 147 748                                                       | 60,0                                                          |
|                                                               | Républicain                                                   | Janet Peckinpaugh                                             | 95 671                                                        | 39,0                                                          |
|                                                               | Vert                                                          | G. Scott Deshefy                                              | 3 344                                                         | 1,0                                                           |
| Total des votes                                               | Total des votes                                               | Total des votes                                               | 246 763                                                       | 100 %                                                         |
|                                                               | Les Démocrates conservent                                     |                                                               |                                                               |                                                               |

### 2012
| Élection de 2012 du 2e district congressionnel du Connecticut | Élection de 2012 du 2e district congressionnel du Connecticut | Élection de 2012 du 2e district congressionnel du Connecticut | Élection de 2012 du 2e district congressionnel du Connecticut | Élection de 2012 du 2e district congressionnel du Connecticut |
| ------------------------------------------------------------- | ------------------------------------------------------------- | ------------------------------------------------------------- | ------------------------------------------------------------- | ------------------------------------------------------------- |
| Parti                                                         | Parti                                                         | Candidat                                                      | Votes                                                         | %                                                             |
|                                                               | Démocrate                                                     | Joe Courtney (sortant)                                        | 204 691                                                       | 68,0                                                          |
|                                                               | Républicain                                                   | Paul Formica                                                  | 87 828                                                        | 29,0                                                          |
|                                                               | Vert                                                          | Colin Bennett                                                 | 3 269                                                         | 2,0                                                           |
|                                                               | Libertarien                                                   | Daniel Reale                                                  | 3 504                                                         | 1,0                                                           |
| Total des votes                                               | Total des votes                                               | Total des votes                                               | 299 652                                                       | 100 %                                                         |
|                                                               | Les Démocrates conservent                                     |                                                               |                                                               |                                                               |

### 2014
| Élection de 2014 du 2e district congressionnel du Connecticut | Élection de 2014 du 2e district congressionnel du Connecticut | Élection de 2014 du 2e district congressionnel du Connecticut | Élection de 2014 du 2e district congressionnel du Connecticut | Élection de 2014 du 2e district congressionnel du Connecticut |
| ------------------------------------------------------------- | ------------------------------------------------------------- | ------------------------------------------------------------- | ------------------------------------------------------------- | ------------------------------------------------------------- |
| Parti                                                         | Parti                                                         | Candidat                                                      | Votes                                                         | %                                                             |
|                                                               | Démocrate                                                     | Joe Courtney (sortant)                                        | 141 948                                                       | 62,0                                                          |
|                                                               | Républicain                                                   | Lori Hopkins-Cavanagh                                         | 80 837                                                        | 36,0                                                          |
|                                                               | Vert                                                          | William Clyde                                                 | 2 602                                                         | 1,0                                                           |
|                                                               | Libertarien                                                   | Daniel Reale                                                  | 2 549                                                         | 1,0                                                           |
| Total des votes                                               | Total des votes                                               | Total des votes                                               | 227 936                                                       | 100 %                                                         |
|                                                               | Les Démocrates conservent                                     |                                                               |                                                               |                                                               |

### 2016
| Élection de 2016 du 2e district congressionnel du Connecticut | Élection de 2016 du 2e district congressionnel du Connecticut | Élection de 2016 du 2e district congressionnel du Connecticut | Élection de 2016 du 2e district congressionnel du Connecticut | Élection de 2016 du 2e district congressionnel du Connecticut |
| ------------------------------------------------------------- | ------------------------------------------------------------- | ------------------------------------------------------------- | ------------------------------------------------------------- | ------------------------------------------------------------- |
| Parti                                                         | Parti                                                         | Candidat                                                      | Votes                                                         | %                                                             |
|                                                               | Démocrate                                                     | Joe Courtney (sortant)                                        | 207 584                                                       | 63,0                                                          |
|                                                               | Républicain                                                   | Daria Novak                                                   | 111 587                                                       | 34,0                                                          |
|                                                               | Vert                                                          | Jonathan Pelto                                                | 5 332                                                         | 2,0                                                           |
|                                                               | Libertarien                                                   | Daniel Reale                                                  | 5 016                                                         | 1,0                                                           |
| Total des votes                                               | Total des votes                                               | Total des votes                                               | 329 519                                                       | 100 %                                                         |
|                                                               | Les Démocrates conservent                                     |                                                               |                                                               |                                                               |

### 2018
| Élection de 2018 du 2e district congressionnel du Connecticut | Élection de 2018 du 2e district congressionnel du Connecticut | Élection de 2018 du 2e district congressionnel du Connecticut | Élection de 2018 du 2e district congressionnel du Connecticut | Élection de 2018 du 2e district congressionnel du Connecticut |
| ------------------------------------------------------------- | ------------------------------------------------------------- | ------------------------------------------------------------- | ------------------------------------------------------------- | ------------------------------------------------------------- |
| Parti                                                         | Parti                                                         | Candidat                                                      | Votes                                                         | %                                                             |
|                                                               | Démocrate                                                     | Joe Courtney (sortant)                                        | 179 731                                                       | 62,0                                                          |
|                                                               | Républicain                                                   | Dan Postemski                                                 | 102 483                                                       | 35,0                                                          |
|                                                               | Vert                                                          | Michelle Louise Bicking                                       | 3 595                                                         | 1,0                                                           |
|                                                               | Libertarien                                                   | Dan Reale                                                     | 3 305                                                         | 1,0                                                           |
| Total des votes                                               | Total des votes                                               | Total des votes                                               | 289 114                                                       | 100 %                                                         |
|                                                               | Les Démocrates conservent                                     |                                                               |                                                               |                                                               |

### 2020
| Élection de 2020 du 2e district congressionnel du Connecticut | Élection de 2020 du 2e district congressionnel du Connecticut | Élection de 2020 du 2e district congressionnel du Connecticut | Élection de 2020 du 2e district congressionnel du Connecticut | Élection de 2020 du 2e district congressionnel du Connecticut |
| ------------------------------------------------------------- | ------------------------------------------------------------- | ------------------------------------------------------------- | ------------------------------------------------------------- | ------------------------------------------------------------- |
| Parti                                                         | Parti                                                         | Candidat                                                      | Votes                                                         | %                                                             |
|                                                               | Démocrate                                                     | Joe Courtney (sortant)                                        | 217 982                                                       | 59,0                                                          |
|                                                               | Républicain                                                   | Justin Anderson                                               | 140 340                                                       | 38,0                                                          |
|                                                               | Vert                                                          | Cassandra Martineau                                           | 4 949                                                         | 1,0                                                           |
|                                                               | Libertarien                                                   | Dan Reale                                                     | 3 901                                                         | 1,0                                                           |
| Total des votes                                               | Total des votes                                               | Total des votes                                               | 367 181                                                       | 100 %                                                         |
|                                                               | Les Démocrates conservent                                     |                                                               |                                                               |                                                               |

### 2022
Les primaires démocrate et républicaine ont été annulées. Joe Courtney (D-Sortant) et Mike France (R) avancent vers l'élection générale.
| Élection de 2022 du 2e district congressionnel du Connecticut | Élection de 2022 du 2e district congressionnel du Connecticut | Élection de 2022 du 2e district congressionnel du Connecticut | Élection de 2022 du 2e district congressionnel du Connecticut | Élection de 2022 du 2e district congressionnel du Connecticut |
| ------------------------------------------------------------- | ------------------------------------------------------------- | ------------------------------------------------------------- | ------------------------------------------------------------- | ------------------------------------------------------------- |
| Parti                                                         | Parti                                                         | Candidat                                                      | Votes                                                         | %                                                             |
|                                                               | Démocrate                                                     | Joe Courtney (sortant)                                        | 165 946                                                       | 58,2                                                          |
|                                                               | Républicain                                                   | Mike France                                                   | 114 506                                                       | 40,2                                                          |
|                                                               | Vert                                                          | Kevin Blacker                                                 | 2 439                                                         | 0,9                                                           |
|                                                               | Libertarien                                                   | William Hall                                                  | 2 140                                                         | 0,8                                                           |
| Total des votes                                               | Total des votes                                               | Total des votes                                               | 285 031                                                       | 100 %                                                         |
|                                                               | Les Démocrates conservent                                     |                                                               |                                                               |                                                               |

### 2024
Les primaires démocrate et républicaine ont été annulées. Joe Courtney (D-Sortant) et Mike France (R) avancent vers l'élection générale.
| Élection de 2024 du 2e district congressionnel du Connecticut | Élection de 2024 du 2e district congressionnel du Connecticut | Élection de 2024 du 2e district congressionnel du Connecticut | Élection de 2024 du 2e district congressionnel du Connecticut | Élection de 2024 du 2e district congressionnel du Connecticut |
| ------------------------------------------------------------- | ------------------------------------------------------------- | ------------------------------------------------------------- | ------------------------------------------------------------- | ------------------------------------------------------------- |
| Parti                                                         | Parti                                                         | Candidat                                                      | Votes                                                         | %                                                             |
|                                                               | Démocrate                                                     | Joe Courtney (sortant)                                        | 218 162                                                       | 58,0                                                          |
|                                                               | Républicain                                                   | Mike France                                                   | 157 878                                                       | 42,0                                                          |
|                                                               | Write-in                                                      | Write-in                                                      | 7                                                             | 0,0                                                           |
| Total des votes                                               | Total des votes                                               | Total des votes                                               | 376 047                                                       | 100 %                                                         |
|                                                               | Les Démocrates conservent                                     |                                                               |                                                               |                                                               |